# Deltochilum calcaratum
Deltochilum calcaratum là một loài bọ cánh cứng trong họ Bọ hung (Scarabaeidae).